# Carofícies
Les carofícies (Charophyceae) són una classe d'algues verdes. Alguns botànics les inclouen, junt amb Chlorophyta, dins el regne de les plantes. El consens actual tracta Charophyceae com una classe sota la divisió Charophyta, amb Chlorophyta restant com una divisió distinta.
Charophyceae inclou dos ordres d'algues, les Charales i les Coleochaetales. El consens entre els botànics és que Coleochaetales són les algues més properes a Embryophyta (plantes terrestres).
Moltes de les característiques de la reproducció sexual, fotosíntesi, i altres característiques definitòries de les plantes van evolucionar primer en Charophyta; per exemple, l'anàlisi de l'ADN del cloroplast van evolucionar primer en Staurastrum i Zygnema.

## Morfologia
La distinció entre les diferents espècies de caròfits parteix de l'estudi i classificació tant del tal·lus (aparell vegetatiu) com dels girogonits. Un girogonit és una fructificació calcificada, composta de 5 cèl·lules disposades helicoïdalment al voltant de l'oòspora fins a tancar-la, tot trobant-se a la part apical.
En el cas del registre fòssil, per descriure la morfologia d'aquests caròfits, i, per tant, poder classificar-los, ens centrem en l'estudi del girogonit, posant especial atenció a tres paràmetres:
- A l'àpex s'observen les cèl·lules espirals calcificades que s'interrompen en la part superior per formar l'obertura de germinació en el cas d'alguns grups fòssils on aquesta obertura era permanent (porus apical).

- A la part lateral destaquem l'ornamentació de les cèl·lules espirals: aquesta consisteix en retícules, puntuació, crestes cel·lulars, tubercles i bastons.

- A la base ens trobem amb un porus basal, el qual es produeix degut al fet que les cèl·lules espirals no s'uneixen a la base del girogonit i delimiten un espai pentagonal el qual es troba tancat a l'interior per la placa basal.

En alguns grups fòssils, la fructificació està coberta per l'utricle. Aquest està format per apèndixs vegetatius que embolcallen el girogonit, i està compost per dues capes: la capa interna, la qual pot tenir un aspecte llis o fet de nòduls, i una capa externa la qual està constituïda per cèl·lules vegetatives. L'utricle és un organisme típic d'alguns caròfits del Paleozoic i del Cretaci.

## Hàbitat

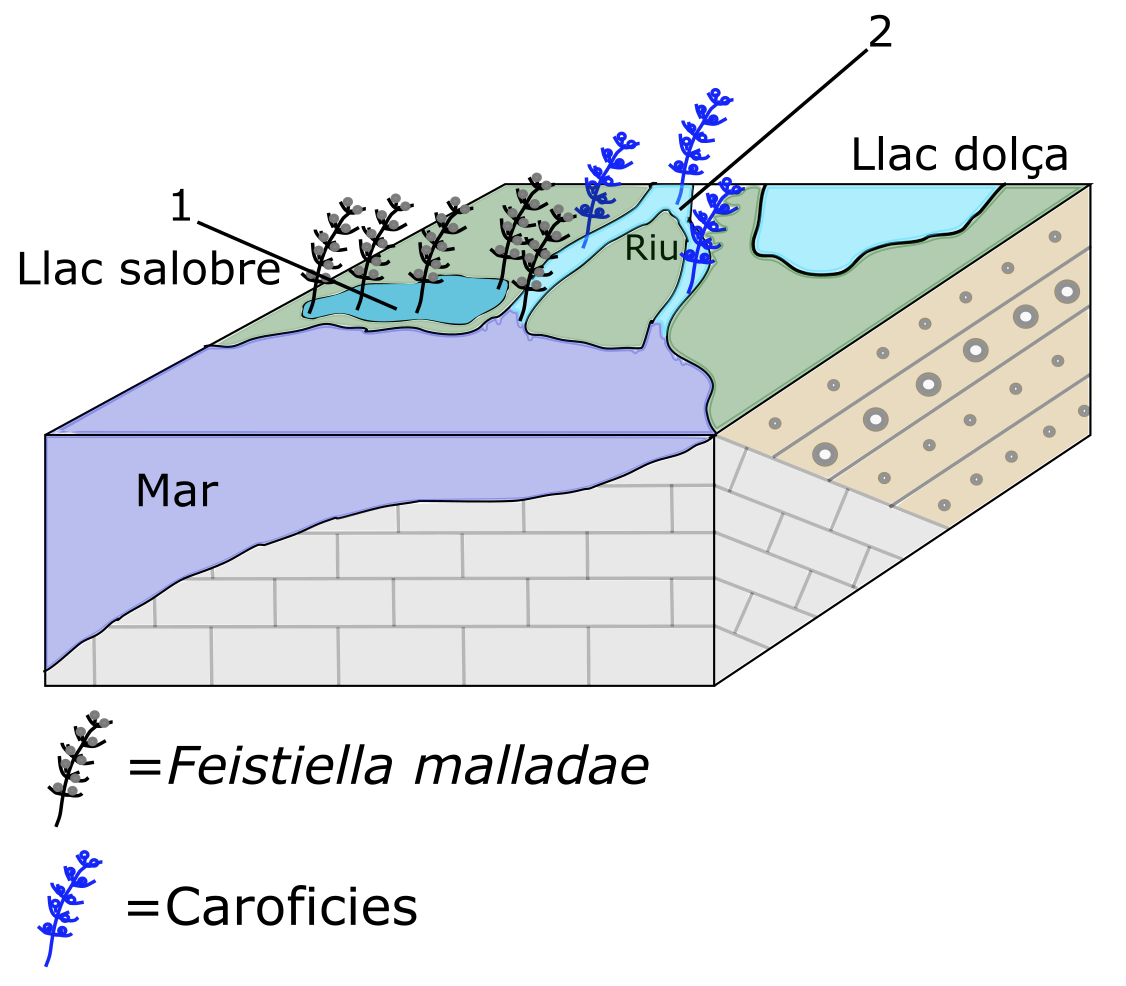
Il·lustració 1: Esquema de l'habitat de les Carofícies. Punt 1 llac salobre o estuari de riu, habitat favorit de Feistiella malladae. Punt 2 ambient de aigua dolça, llac o riu, on viuen la majoria de Carofícies.

Incialment es pensaba que les carofícies s'havien desenvolupat en un ambient marí, a causa del fet que es van trobar girogonits en roques d'origen marí associades amb braquiòpodes i crinoïds.
No obstant això, aquestes primeres tesis no van tenir en compte alguns processos geològics com ara l'erosió, la fragmentació i el transport. Aquestes evidències ens diuen que les fructificacions dels caròfits probablement van arribar a la conca de sedimentació marina a través del transport per acció de rius.
La prova principal, que els caròfits es van desenvolupar primer en ambients d'aigua dolça, es el fet que els girogonits fòssils es troben associats a restes vegetals pròpies de la planta, indicant que no va haver-hi transport i que el procés de fossilizació es va dur a terme in-situ. Es confirma així la hipòtesi que les carofícies han sempre viscut, fins i tot des del Paleozoic, en ambients d'aigua dolça o màxim salobre (Il·lustració 1), però mai en ambients marins.
Els representats actuals (família Characeae) creixen principalment en ambients d'aigua dolça oligotròfica (Condicions d'escassa quantitat de nutrients).

## Registre fòssil
El registre fòssils de les carofícies fa referència sobretot a l'Ordre Charales i a dos ordres fòssils Sycidiales i Moellerinales.

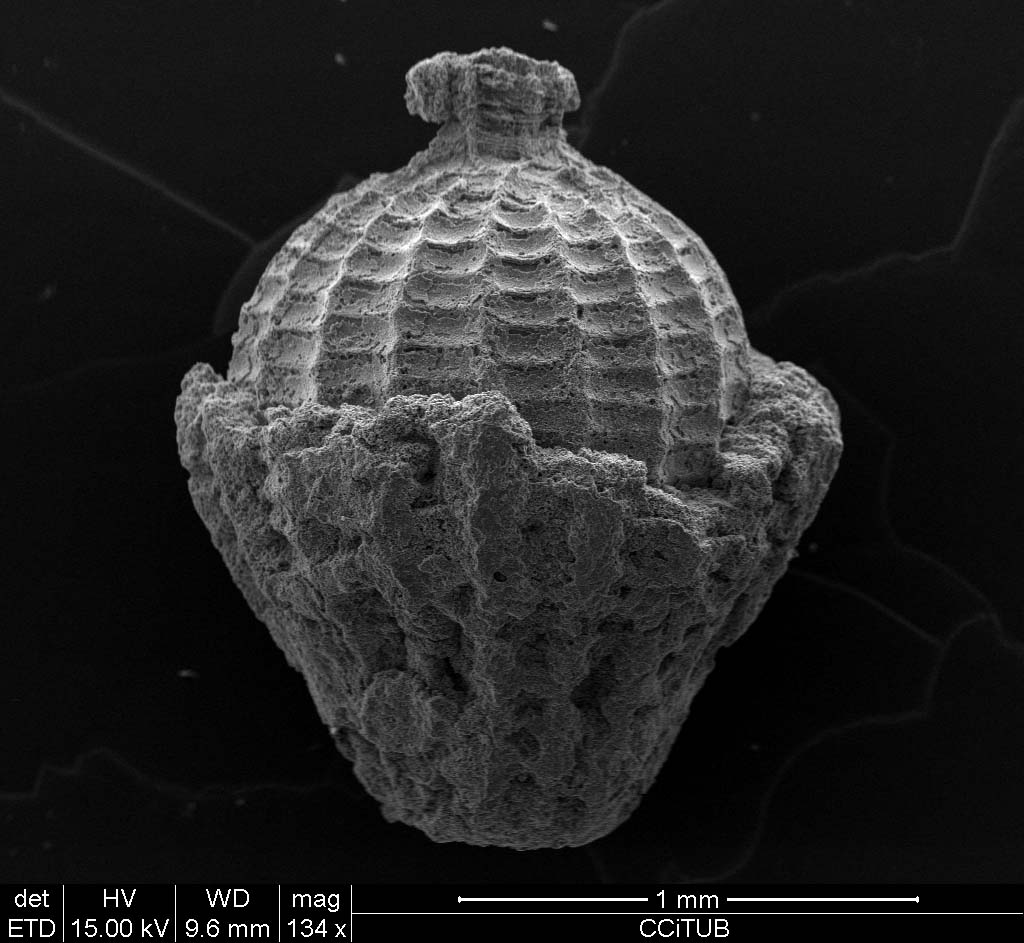
Sycidium lagenarium

L’ordre Moellerinales està representat per una sola família, Moellerinaceae. Els seus fòssils son fructificacions (girogonits) constituïts de 7 a 12 cèl·lules que s'enrotllen helicoïdalment en sentit antihorari des de la base a l’àpex de la fructificació. La base presenta un petit porus basal i l’àpex un porus germinatiu mes gran. L'edat d’aquests fòssils s'estén del Silurià al Permià.
L’ordre Sycidiales està representat per quatre famílies, els seus fòssils son utricles, és a dir fructificacions formades per elements vegetatius que protegien l'oòspora. Dins de Sycidiales dues famílies són molt freqüents en el registre fòssil, Sycidiaceae i Trochiliscaceae. Sycidiaceae està representada per utricles amb fins a 22 cèl·lules verticals subdividides en nombrosos segments. La base presenta un porus basal envoltat de nombroses cèl·lules disposades mostrant simetria bilateral. L’àpex mostra un gran porus germinatiu. La família Sycidiaceae va viure al Paleozoic entre el Silurià i el Carbonífer. Trochiliscaeae està representada per utricles amb entre 7 i 18 cèl·lules enrotllades helicoïdalment en sentit antihorari al voltant de l’oospora. La base mostra un porus basal petit i l’àpex un porus germinatiu més gran i en el gènere Karpinkya també es fossilitzen les cèl·lules de la corònula.
L'ordre Charales es caracteritza per presentar generalment als girogonits, 5 cèl·lules espirals que es desenvolupen en sentit horari.
La familia Porocharaceae té una gran importància filogenètica. Després de l'extinció de les famílies paleozoiques, es creu que va donar lloc a les tres famílies postpaleozoiques. Aquesta es caracteritza per tenir el girogonit amb 5 cè·lules espirals i porus apical.
El primer llinatge va donar lloc a les Characeae. En l'àmbit morfològic la família es caracteritza per la unió de les cèl·lules espirals al cim del girogonit. Al Paleogen va ser el temps de major diversificació d'aquesta família, atès que presentava una gran varietat de formes, ornamentació i característiques apicals dels girogonits. Malgrat això, a partir del Miocè la diversitat i el nombre de gèneres van disminuir fins a l'actualitat, on es troben representades per set gèneres sense ornamentació, incloent 80 espècies.
Les Clavatoraceae són el segon grup que va tenir lloc arrel d'aquesta diversificació, i en aquest s'observa que al girogonit, dins de l'utricle, té un àpex estirat formant un coll.
Per acabar, les Raskyllaceae van divergir pel tancament del porus apical a causa de un opercle de 5 cèl·lules apicals.

## Fòssil de Catalunya
Un dels representats fòssils de carofícies més destacats que tenim al registre de Catalunya és Feistiella malladae.

Il·lustració 2: Infogràfica sobre l'evolució del Caròfits, tot destacant l'espècie Feistiella malladae

F. malladae és un caròfit que forma part de la família de les Porocaràcies i representa l’única i la ultima espècie de Porocaràcies present al final del Cretaci europeu.
El nom de Feistiella malladae va canviar al llarg dels anys a mesura que el seu estudi i interpretació anaven evolucionant. Al 1945 els girogonits van ser anomenats Chara malladae, perquè a l'etapa pionera d'estudi d'aquest fòssil les classificaven en referència al gener actual (Chara). Més tard el 1983 el nom va canviar a Porochara malladae, un gènere fòssil. Finalment, al 2012 el darrer nom va ser Feistiella malladae, quan es va descobrir que la placa basal era unicellular mentre que a Porochara es multicellular.
Les característiques principals d'aquesta espècie resideixen en la morfologia de la fructificació calcificada (girogonit). El girogonit té una mida d'entre gran a molt gran, en concret una mitjana de 978 μm d'alçada i 830 μm d'amplada, de forma ovoide i amb un nombre reduït de voltes d’espira en vista lateral. Però sobretot el que el distingeix d'altres espècies del Cretaci superior (com Porochara) és la placa basal que en el cas del gènere Feistiella és unicellular. A la part apical té un porus rodó amb un diàmetre aproximat de 175 μm. A la part basal, lleugerament aprimada, hi ha un porus de morfologia pentagonal.
La Fesitiella malladae es va descriure per primera vegada a Catalunya al sinclinal de Vallcebre. Tanmateix el registre fòssil s'estén a totes les conques del Cretaci superior dels Pirineus, mes precisament en roques calcaries i carbons del “Garumniá gris” (Il·lustració 2).
Feistiella malladae s'ha trobat en estrats que representen zones de transicions entre ambients d'aigua salobre, típic habitat de F.malladae i ambients d'aigua dolça, en condicions d'escassa quantitat de nutrients (Aigua oligotròfica).
F. malladae es va extingir poc després del límit Cretàci Paleogen.